# Pekka Rinne
Pekka Rinne (* 3. listopadu 1982, Kempele, Finsko) je bývalý finský hokejový brankář.

## Kariéra
Rinne debutoval mezi profesionály v sezóně 2002-03, kdy nastoupil za Oulun Kärpät v jednom zápase finské SM-liigy. V následující sezóně odchytal 14 zápasů SM-liigy, když dělal náhradníka Niklasu Bäckströmovi a na konci sezóny vyhrál s týmem zlaté medaile v SM-liize, což zopakovali i v sezóně 2004-05.
Rinne byl vybrán v 8. kole na 258. místě celkově vstupního draftu NHL 2004 Nashvillem Predators, se kterým podepsal smlouvu 23. srpna 2005, načež začal svojí zámořskou kariéru na farmě Nashvillu za Milwaukee Admirals v lize AHL. Zpočátku dělal druhého brankáře Brianu Finleymu, ale poté co se Finleymu nedařilo jej Rinne nahradil na postu prvního brankáře Admirals. Během sezóny 2005-06 se Rinne objevil ve dvou zápasech NHL. V létě 2006 byl napaden neznámými útočníky a při bitce si vykloubil rameno. Následně se musel podrobit operaci a musel vynechat první 4 měsíce sezóny 2006-07.
Poté, co v sezóně 2007-08 zazářil v Nashvillu Dan Ellis, tak byl vyměněn původně první brankář Nashvillu - Chris Mason do St. Louis Blues a Rinne tak povýšil na druhého brankáře Predators pro sezónu 2008-09. 1. prosince 2008 se stal teprve druhým brankářem Predators, kterému se ve své nováčkovské sezóně povedlo vychytat čisté konto. V únoru 2009 vychytal 9 vítězství ve 12 zápasech, pochytal 94,4 % střel, obdržel průměrně 1,72 gólů na utkáni a za tyto výkony byl jmenován nováčkem měsíce. 14. března 2009 vytvořil nový klubový rekord se sedmi vychytanými čistými konty v sezóně. Rinne hrál za Finsko na Mistrovství světa 2009, kde mu sekundoval Karri Rämo. Rinne začal šampionát vychytaným čistým kontem, když chytl všech 30 střel.
Na Mistrovství světa 2010 opět reprezentoval Finsko a o zápasy se téměř rovnocenně rozdělil s Petri Vehanenem.
V prvním zápase sezóny 2010-11 proti Anaheimu Ducks se při srážce s Troyem Bodiem zranil a na tři zápasy jej nahradil Anders Lindbäck.
V roce 2015 si zachytal na MS v Praze, kde mu dvojku dělal Juuse Saros, Rinneho spoluhráč v Nashville Predators od sezóny 2016/17. Kolegy v brankovišti byli až do konce Rinneho kariéry.
V Nashville Predators strávil 15 sezón.
22. února 2022 mu bylo vyřazeno v klubu Nashville Predators číslo 35, bylo to první vyřazené číslo klubu Nashville Predators.

## Individuální úspěchy
- AHL All-Star Classic - 2006, 2008
- Patřil mezi 3 nejlepší finské hokejisty na MS - 2009, 2010
- Vezina Trophy - 2017-18

## Týmové úspěchy
- Stříbro v SM-liize - 2002-03
- Zlato v SM-liize - 2003-04, 2004-05

## Prvenství
- Debut v NHL - 15. prosince 2005 (Nashville Predators proti Chicago Blackhawks)
- První inkasovaný gól v NHL - 15. prosince 2005 (Nashville Predators proti Chicago Blackhawks, kanadským útočníkem Mark Bell)
- První čisté konto v NHL - 1. prosince 2008 (Buffalo Sabres proti Nashville Predators)

## Statistiky

### Základní části
| Sezona       | Tým                 | Liga         | Z   | V   | P   | R/Pvp | MIN    | OG    | ČK | POG  | %ChS  |
| ------------ | ------------------- | ------------ | --- | --- | --- | ----- | ------ | ----- | -- | ---- | ----- |
| 2002–03      | Oulun Kärpät        | SM-l         | 1   | 0   | 1   | 0     | 60     | 3     | 0  | 3.00 | .893  |
| 2003–04      | Oulun Kärpät        | SM-l         | 14  | 5   | 4   | 4     | 824    | 41    | 0  | 2.99 | .897  |
| 2003–04      | Hokki               | Mestis       | 8   | —   | —   | —     | —      | —     | —  | 2.07 | .942  |
| 2004–05      | Oulun Kärpät        | SM-l         | 10  | 8   | 0   | 1     | 572    | 16    | 0  | 1.68 | .927  |
| 2005–06      | Milwaukee Admirals  | AHL          | 51  | 30  | 18  | 2     | 2960   | 139   | 2  | 2.82 | .904  |
| 2005–06      | Nashville Predators | NHL          | 2   | 1   | 1   | 0     | 63     | 4     | 0  | 3.80 | .900  |
| 2006–07      | Milwaukee Admirals  | AHL          | 29  | 15  | 7   | 6     | 1670   | 65    | 3  | 2.34 | .920  |
| 2007–08      | Milwaukee Admirals  | AHL          | 65  | 36  | 24  | 3     | 3840   | 158   | 5  | 2.47 | .908  |
| 2007–08      | Nashville Predators | NHL          | 1   | 0   | 0   | 0     | 29     | 0     | 0  | 0.00 | 1.000 |
| 2008–09      | Nashville Predators | NHL          | 52  | 29  | 15  | 4     | 2999   | 119   | 7  | 2.38 | .917  |
| 2009–10      | Nashville Predators | NHL          | 58  | 32  | 16  | 5     | 3246   | 137   | 7  | 2.53 | .911  |
| 2010–11      | Nashville Predators | NHL          | 64  | 33  | 22  | 9     | 3789   | 134   | 6  | 2.12 | .930  |
| 2011–12      | Nashville Predators | NHL          | 73  | 43  | 18  | 8     | 4169   | 166   | 5  | 2.39 | .923  |
| 2012–13      | HK Dinamo Minsk     | KHL          | 22  | 9   | 11  | 2     | 1327   | 68    | 1  | 3.08 | .897  |
| 2012–13      | Nashville Predators | NHL          | 43  | 15  | 16  | 8     | 2444   | 99    | 5  | 2.43 | .910  |
| 2013–14      | Nashville Predators | NHL          | 24  | 10  | 10  | 3     | 1367   | 63    | 2  | 2.77 | .902  |
| 2013–14      | Milwaukee Admirals  | AHL          | 2   | 2   | 0   | 0     | 121    | 2     | 0  | 0.99 | .943  |
| 2014–15      | Nashville Predators | NHL          | 64  | 41  | 17  | 6     | 3851   | 140   | 4  | 2.18 | .923  |
| 2015–16      | Nashville Predators | NHL          | 66  | 34  | 21  | 9     | 3871   | 161   | 4  | 2.48 | .908  |
| 2016–17      | Nashville Predators | NHL          | 61  | 31  | 19  | 9     | 3568   | 144   | 3  | 2.42 | .918  |
| 2017–18      | Nashville Predators | NHL          | 59  | 42  | 13  | 4     | 3475   | 134   | 8  | 2.31 | .927  |
| 2018–19      | Nashville Predators | NHL          | 56  | 30  | 19  | 4     | 3220   | 130   | 4  | 2.42 | .918  |
| 2019–20      | Nashville Predators | NHL          | 36  | 18  | 14  | 4     | 1988   | 105   | 3  | 3.17 | .895  |
| 2020–21      | Nashville Predators | NHL          | 24  | 10  | 12  | 1     | 1310   | 62    | 2  | 2.84 | .907  |
| Celkem v NHL | Celkem v NHL        | Celkem v NHL | 683 | 369 | 213 | 75    | 39,413 | 1,598 | 60 | 2.43 | .917  |

### Play-off
| Sezona       | Tým                 | Liga         | Z  | V  | P  | MIN   | OG  | ČK | POG  | %ChS  |
| ------------ | ------------------- | ------------ | -- | -- | -- | ----- | --- | -- | ---- | ----- |
| 2003–04      | Oulun Kärpät        | SM-l         | 2  | 1  | 0  | 22    | 0   | 0  | 0.00 | 1.000 |
| 2005–06      | Milwaukee Admirals  | AHL          | 14 | 10 | 4  | 734   | 35  | 3  | 2.86 | .905  |
| 2006–07      | Milwaukee Admirals  | AHL          | 4  | 0  | 4  | 247   | 12  | 0  | 2.91 | .895  |
| 2007–08      | Milwaukee Admirals  | AHL          | 6  | 2  | 4  | 358   | 15  | 1  | 2.51 | .923  |
| 2009–10      | Nashville Predators | NHL          | 6  | 2  | 4  | 358   | 16  | 0  | 2.68 | .911  |
| 2010–11      | Nashville Predators | NHL          | 12 | 6  | 6  | 748   | 32  | 0  | 2.57 | .907  |
| 2011–12      | Nashville Predators | NHL          | 10 | 5  | 5  | 609   | 21  | 1  | 2.07 | .929  |
| 2014–15      | Nashville Predators | NHL          | 6  | 2  | 4  | 425   | 19  | 0  | 2.68 | .909  |
| 2015–16      | Nashville Predators | NHL          | 14 | 7  | 7  | 866   | 37  | 0  | 2.63 | .906  |
| 2016–17      | Nashville Predators | NHL          | 22 | 14 | 8  | 1289  | 42  | 2  | 1.96 | .930  |
| 2017–18      | Nashville Predators | NHL          | 13 | 7  | 6  | 685   | 35  | 2  | 3.07 | .904  |
| 2018–19      | Nashville Predators | NHL          | 6  | 2  | 4  | 330   | 17  | 0  | 3.09 | .905  |
| Celkem v NHL | Celkem v NHL        | Celkem v NHL | 89 | 45 | 44 | 5,310 | 220 | 5  | 2.50 | .913  |

### Reprezentace
| Rok                       | Tým                       | Soutěž                    | Z  | V  | P  | R | MIN  | OG | ČK | POG  | %ChS |
| ------------------------- | ------------------------- | ------------------------- | -- | -- | -- | - | ---- | -- | -- | ---- | ---- |
| 2009                      | Finsko                    | MS                        | 6  | 4  | 2  | 0 | 373  | 12 | 1  | 1.93 | .926 |
| 2010                      | Finsko                    | MS                        | 4  | 2  | 2  | 0 | 249  | 7  | 1  | 1.68 | .929 |
| 2014                      | Finsko                    | MS                        | 9  | 5  | 3  | 0 | 543  | 17 | 3  | 1.88 | .928 |
| 2015                      | Finsko                    | MS                        | 7  | 3  | 2  | 0 | 427  | 12 | 3  | 1.69 | .927 |
| 2016                      | Finsko                    | SP                        | 1  | 0  | 1  | 0 | 60   | 4  | 0  | 4.00 | .907 |
| Seniorská kariéra celkově | Seniorská kariéra celkově | Seniorská kariéra celkově | 27 | 14 | 10 | 0 | 1652 | 52 | 8  | 1.88 | .926 |